# Sint Kruispolder
De Sint Kruispolder is een polder ten westen van Sint-Margriete, behorende tot de Eiland- en Brandkreekpolders.
Na de vorming van de oude Passageule in 1404 werd deze polder herdijkt door de Brugse koopman Jan de Plaet, in 1462. In 1664 kwam de grens tussen de Noordelijke en Zuidelijke Nederlanden door deze polder te lopen. 27 ha van de Sint Kruispolder is Nederlands gebied, het grootste deel van de polder ligt in België. In dat land vindt men ook de boerderij De Soetelaer, en lintbebouwing van Sint-Margriete.
De polder wordt onder meer begrensd door de Molenweg, de Zeedijk, de Kruispolderstraat, de Hontseindestraat, de Sint-Margrietestraat en de Sint-Margrietepolder.